# Nisreen El-Hashemite
Nisreen El-Hashemite es una científica y activista iraquí.

## Biografía
Nacida en Kuwait, se graduó en Ciencias Biomédicas y es doctora en genética humana. Trabajó en el University College de Londres, donde desarrolló una técnica para diagnosticar desórdenes genéticos, y en la Escuela de Medicina de Harvard, donde investigó sobre la esclerosis tuberosa. En 2007 dejó su carrera científica para dedicarse promover la ciencia, la tecnología y la medicina a través de RASIT, de la cual es su directora ejecutiva. Intentó establecer un instituto de medicina y sanidad pública en Oriente Medio y ha trabajado en la prestación de auxilio a menores y mujeres. 
Fundadora y presidenta de la Liga Internacional de Mujeres en la Ciencia, es una activa defensora de la igualdad de género en la ciencia; en ese sentido, se asoció a la agenda de sostenibilidad de la ONU, donde trabaja en pro de la inclusión de talentos femeninos en la ciencia. Como parte de esa labor, en 2015 presentó ante las Naciones Unidas una resolución gracias a la cual se declaró el 11 de febrero como Día Internacional de la Mujer y la Niña en la Ciencia, en reconocimiento al papel que el género femenino desempeñaen la ciencia y la tecnología. Forma parte de la familia real iraquí; su abuelo, Fáysal I, fue el primer rey del Irak moderno.